# كأس فيد 2015
كأس فيد 2015 (بالإنجليزية: 2015 Fed Cup)‏ هو الموسم 53 من  كأس فيد. أقيم خلال الفترة 3 فبراير 2015 وحتى 15 نوفمبر 2015، وفاز فيه منتخب التشيك لكأس فيد.